# Gustav Jaenecke
Carl Gustav Jaenecke (Berlino, 22 maggio 1908 – Bonn, 30 maggio 1985) è stato un hockeista su ghiaccio e tennista tedesco.

## Palmarès

### Olimpiadi invernali
- Bronzo a Lake Placid 1932 nell'hockey su ghiaccio.